# Каштак (Томский район)
Каштак —  железнодорожный разъезд  в Томском районе Томской области России.  Входит в состав Богашёвского сельского поселения. Население 16 человека (2021) .

## География
Находится на юго-востоке Томской области.

## История
По решению Томского облисполкома от 10 января 1961 года № 19, железнодорожная площадка Каштак, вместе с другими населёнными пунктами бывшего Петуховского сельсовета, вошла в состав Богашёвского сельского совета.
По решению Томского облисполкома от 17 марта 1982 года № 56, село Богашёво было отнесено к категории рабочих посёлков, Богашёвский сельский совет упразднен, а Каштак, вошёл в образованный Богашёвский поселковый совет.
В октябре 1991 года Богашёвский поссовет снова преобразован Богашёвский сельсовет в тех же границах. 
В соответствии с Законом Томской области от 12 ноября 2004 года № 241-ОЗ , железнодорожный разъезд вошёл в учреждённое муниципальное образование Богашёвское  сельское поселение.

## Население
| 2002 | 2008 | 2009 | 2010 | 2011 | 2012 | 2013 | 2014 | 2015 |
| ---- | ---- | ---- | ---- | ---- | ---- | ---- | ---- | ---- |
| 11   | ↘9   | ↗20  | ↗21  | →21  | ↗22  | ↗23  | ↗26  | ↘22  |
| 2021 |      |      |      |      |      |      |      |      |
| ↘16  |      |      |      |      |      |      |      |      |

## Улицы
В железнодорожном разъезде имеется единственная улица — Суворова, однако, имеются также дома, не приписанные к улице (владение 2).

## Инфраструктура
Путевое хозяйство. Платформа Каштак Томской железнодорожной ветки.

## Транспорт
Автомобильный и железнодорожный транспорт.